# کریستوفر ون وارنبرگ
کریستوفر ون وارنبرگ (انگلیسی: Kristopher Van Varenberg) زادهٔ ۲۰ مهٔ ۱۹۸۷ یک هنرپیشه رزمی‌کار اهل ایالات متحده آمریکا است. وی نخستین فرزند هنرپیشه مشهور هالیوود ژان کلود ون دم می‌باشد.
از فیلم‌های که وی در آن به عنوان بازیگر نقش داشته‌است می‌توان به هدف نهایی (۱۹۹۶)، حادثه ترن (۲۰۰۲)، فرانسوی (۲۰۰۸)، سرباز جهانی: احیا (۲۰۰۹)، بازی‌های ترور (۲۰۱۱)، شش گلوله (۲۰۱۲)، چشمان اژدها (۲۰۱۲)، فیلی کید (۲۰۱۲)، دشمنان نزدیک (۲۰۱۳)، به جنگل خوش آمدید (۲۰۱۴)، همه‌شان را بکش (۲۰۱۷) و دریای سیاه (۲۰۱۸) اشاره کرد.